# Martinsville, Ohio
Martinsville là một làng thuộc quận Clinton, tiểu bang Ohio, Hoa Kỳ. Năm 2010, dân số của làng này là 463 người.

## Dân số
- Dân số năm 2000: 440 người.
- Dân số năm 2010: 463 người.